# Modèle linéaire généralisé
Pour les articles homonymes, voir MLG et GLM.
En statistiques, le modèle linéaire généralisé (MLG) souvent connu sous les initiales anglaises GLM est une généralisation souple de la régression linéaire. Le GLM généralise la régression linéaire en permettant au modèle linéaire d'être relié à la variable réponse via une fonction lien et en autorisant l'amplitude de la variance de chaque mesure d'être une fonction de sa valeur prévue, en fonction de la loi choisie. Formellement, 
{\displaystyle \operatorname {E} (Y|\mathbf {X} )={\boldsymbol {\mu }}=g^{-1}(\mathbf {X} {\boldsymbol {\beta }})}
où {\displaystyle \operatorname {E} (Y|\mathbf {X} )} est l'espérance mathématique de {\displaystyle Y} conditionnelle à {\displaystyle \mathbf {X} }; {\displaystyle \mathbf {X} {\boldsymbol {\beta }}} est le prédicteur linéaire, c'est-à-dire une combinaison linéaire des variables explicatives, et où {\displaystyle g} est une fonction monotone appelée fonction de lien. De plus
{\displaystyle \operatorname {Var} (Y|\mathbf {X} )=\operatorname {V} ({\boldsymbol {\mu }})=\operatorname {V} (g^{-1}(\mathbf {X} {\boldsymbol {\beta }})).}
où {\displaystyle \operatorname {V} } est appelée fonction variance, qui dépend la loi {\displaystyle Y} (au sein de la famille exponentielle)
La théorie des modèles linéaires généralisés a été formulée par John Nelder et Robert Wedderburn (en) comme un moyen d'unifier les autres modèles statistiques y compris la régression linéaire, la régression logistique et la régression de Poisson. Ils proposent une méthode itérative dénommée méthode des moindres carrés repondérés itérativement (en) pour l'estimation du maximum de vraisemblance des paramètres du modèle. L'estimation du maximum de vraisemblance reste populaire et est la méthode par défaut dans de nombreux logiciels de calculs statistiques. D'autres approches incluant les statistiques bayésiennes et la méthode des moindres carrés convenant aux réponses à variance stabilisées, ont été développées.